# Kuppalli Sitaramayya Sudarshan
Kuppalli Sitaramayya Sudarshan (18 de junio de 1931 – 15 de septiembre de 2012) fue el quinto Sarsanghachalak de la Organización de Voluntarios Nacionales (RSS), una organización nacionalista hindú. Su mandato fue desde 2000 hasta 2009. Se le conocía popularmente en el círculo Sangh como "Sudarshan Ji". Murió soltero a la edad de 81 años en su ciudad natal Raipur.

## Biografía
Sudarshan se convirtió en Sarsanghachalak (jefe supremo) de la RSS, el 10 de marzo de 2000. Sucedió a Rajendra Singh, quien renunció por razones de salud.
En su discurso de aceptación, Sudarshan recordó cómo fue recogido a mano para dirigir la región de Madhya Bharat. Dijo que aunque en un principio era reacio a asumir la responsabilidad, el entonces Sarsanghachalak de RSS, Guruji Golwalkar le ayudó a decidirse. Dijo; "Tuve la oportunidad de cumplir con mis deberes, porque la gente de alto nivel para mí completamente me cooperado".
Sudarshan murió de un ataque al corazón en Raipur, Chhattisgarh, el 15 de septiembre de 2012.